# Letizia Ciampa
Letizia Ciampa, née le 20 août 1986 à Rome, est une actrice italienne de doublage.

## Biographie
Elle est connue en Italie pour être la voix du personnage Bloom dans la série animée Winx Club. Elle double les voix de plusieurs actrices, en italien, telles que Emma Watson, Vanessa Hudgens, Hilary Duff, Evan Rachel Wood, Alexa Vega, Mischa Barton et Alison Lohman.